# مین کور
مِین کور نام پایگاه داده حکومت فدرال ایالات متحده آمریکا است. به نظر می‌آید این پایگاه داده از دهه ۱۹۸۰ (میلادی) وجود داشته است و داده شخصی و تراکنش مالی میلیون‌ها شهروند آمریکایی  را در خود دارد که گمان می‌رود تهدیدی برای امنیت ملی باشند. داده این پایگاه داده از آژانس امنیت ملی، سازمان اطلاعات مرکزی (سیا)، اداره تحقیقات فدرال (اف‌بی‌آی) و دیگر منابع، بدون حکم یا دستور دادگاه، گردآوری می‌شود. نام این پایگاه داده (مِین کور Main Core هسته اصلی) نیز از همین این حقیقت می‌آید که از یکی شدن داده اطلاعاتی گردآوری شده از جامعه اطلاعاتی ایالات متحده آمریکا پدید آمده است.
در ۱۴ سپتامبر ۱۹۸۲ رونالد ریگان رئیس‌جمهور ایالات متحده آمریکا در آن هنگام، برنامه خود برای ادامه عملیات حکومت فدرال ایالات متحده آمریکا را در دستورالعمل امنیت ملی ۶۹ / دستورالعمل تصمیم‌گیری امنیت ملی ۵۵ به نام "تداوم رهبری ملی" مشخص کرد. به دنبال آن ادعا شد که پایگاه داده مین کور برای سازمان مدیریت بحران فدرال است.
در سال ۲۰۰۸ (میلادی) ادعا شد که نام ۸ میلیون آمریکایی در فهرست تهدیدهای احتمالی این پایگاه داده است. بیشتر این مردم به دلایل واهی و ناچیز در این فهرست قرار دارند و در هنگام بحران، حکومت فدرال آمریکا می‌تواند آنها را رهگیری، بازجویی، یا بازداشت موقت کند.
وجود این پایگاه داده، نخستین بار در مه ۲۰۰۸ توسط کریستوفر کِتچام و بار دیگر در ژوئن ۲۰۰۸ توسط تیم شوروک، ادعا شد.